# Nikołaj Gienierałow
Nikołaj Iwanowicz Gienierałow (ros. Никола́й Ива́нович Генера́лов, ur. 1905, zm. 1990) – radziecki dyplomata.
Należał do WKP(b), od 1935 pracował w Ludowym Komisariacie Spraw Zagranicznych ZSRR, 1941 był II sekretarzem Ambasady ZSRR w Japonii, 1945-1947 kierował Wydziałem II Dalekowschodnim Ludowego Komisariatu/Ministerstwa Spraw Zagranicznych ZSRR. W latach 1947–1949 doradca polityczny Sojuszniczej Rady dla Japonii, 1951-1953 zastępca kierownika Wydziału II Dalekowschodniego MSZ ZSRR, od 16 lipca 1953 do 23 kwietnia 1954 ambasador nadzwyczajny i pełnomocny ZSRR w Australii, od 10 września 1953 do 15 grudnia 1955 ambasador nadzwyczajny i pełnomocny ZSRR w Nowej Zelandii, jednocześnie do grudnia 1955 zastępca kierownika Wydziału Dalekowschodniego MSZ ZSRR. Od 15 grudnia 1955 do 18 października 1959 ambasador nadzwyczajny i pełnomocny ZSRR w Libii.